# 5,4-дюймовая гаубица
5,4-дюймовая гаубица (англ. BL 5.4-inch howitzer) — 137-мм версия британской 5-дюймовой (127-мм) гаубицы, предназначенной для использования Британской Индийской армией, особенно на северо-западной границе.

## Описание
Необычный калибр в 5,4 дюйма (137 мм), возможно, был обусловлен требованием стрелять 60-фунтовым снарядом (27,22 кг). Поскольку 5-дюймовая гаубица с 50-фунтовым снарядом позже была признана недостаточной как по огневой мощи, так и по дальности стрельбы, вполне возможно, что Британская Индийская армия могла предвидеть это, и 5,4-дюймовая гаубица могла стрелять своим 60-фунтовым снарядом на том же расстоянии, что и 5-дюймовая стреляла своим 50-фунтовым снарядом, то есть 4800 ярдов (4400 метров), превосходя 5-дюймовку по огневой мощи. Кроме того, Хогг и Терстон предполагают, что сырой вес снарядов считался необходимым в Индии, чтобы «вселить разумное количество страха в сердца местных буйных племен, населяющих самодельные, но прочные местные крепости»: ожидалось, что артиллерия регулярной британской армии будет использоваться в других условиях.

## Боевое применение

### Первая мировая война
Четыре орудия были присланы из Индии и участвовали в Восточноафриканской кампании. Они были укомплектованы 134-я (Корнская) гаубичная батарея (134th (Cornwall) Howitzer Battery) (территориальные силы) из Англии. Батарея была сформирована в мактау 4 февраля 1916 года и запряжена волами.
Сообщается, что батарея произвела 102 выстрела при бомбардировке немецких позиций на реке Мгета (примерно 100 миль (160 км) К юго-западу от Дар-эс-Салама) на 1 января 1917 года, при проведении боевой операции на реке Руфиджи. Это позволило нигерийской бригаде Канлиффа форсировать реку Мгета и преследовать немецкие войска на юге. Одно из орудий было уничтожено преждевременным взрывом боеприпаса в этом бою, при этом 1 артиллерист был убит и 2 ранены.
134-я батарея высадилась в Линди на крайнем юге Германской Восточной Африки недалеко от границы с Португальской Восточной Африкой в октябре 1917 года и двинулась на запад вглубь страны. Две из их 5,4-дюймовых гаубиц были отправлены в Морогоро для обучения, и они взяли две 5-дюймовые гаубицы из 11-й (корпусной) батареи (1st Hull Heavy Battery, Royal Garrison Artillery), которым не хватало людей из-за болезни. Затем 134-я батарея вела интенсивный бой с использованием одной 5,4-дюймовой и двух 5-дюймовых гаубиц в крупном сражении при Ньянгао 16—18 октября 1917 года. Эти орудия выбили последние из десяти 4,1-дюймовых (105-мм) орудий с крейсера SMS Königsberg (1905), которые немецкие войска использовали в качестве полевых орудий, и обеспечили огневую поддержку индийским и нигерийским войскам.

## Боеприпасы

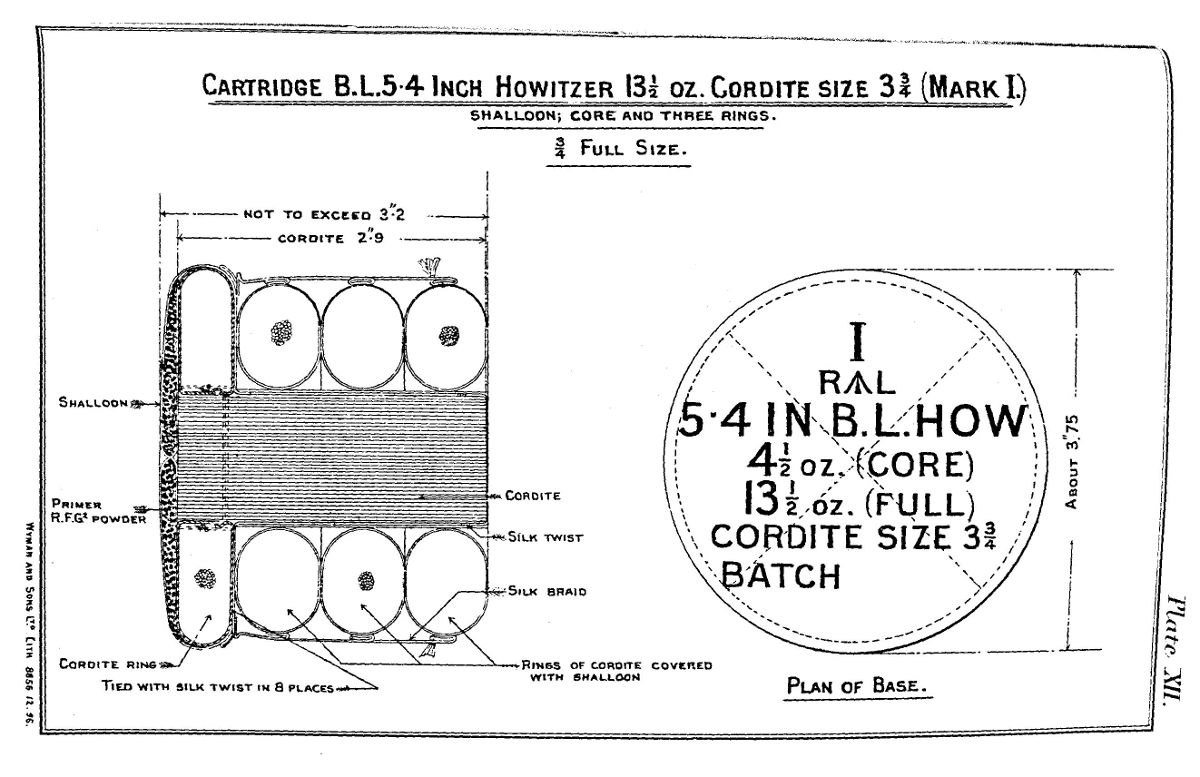
13½ унциевый кордитовый заряд Mk I
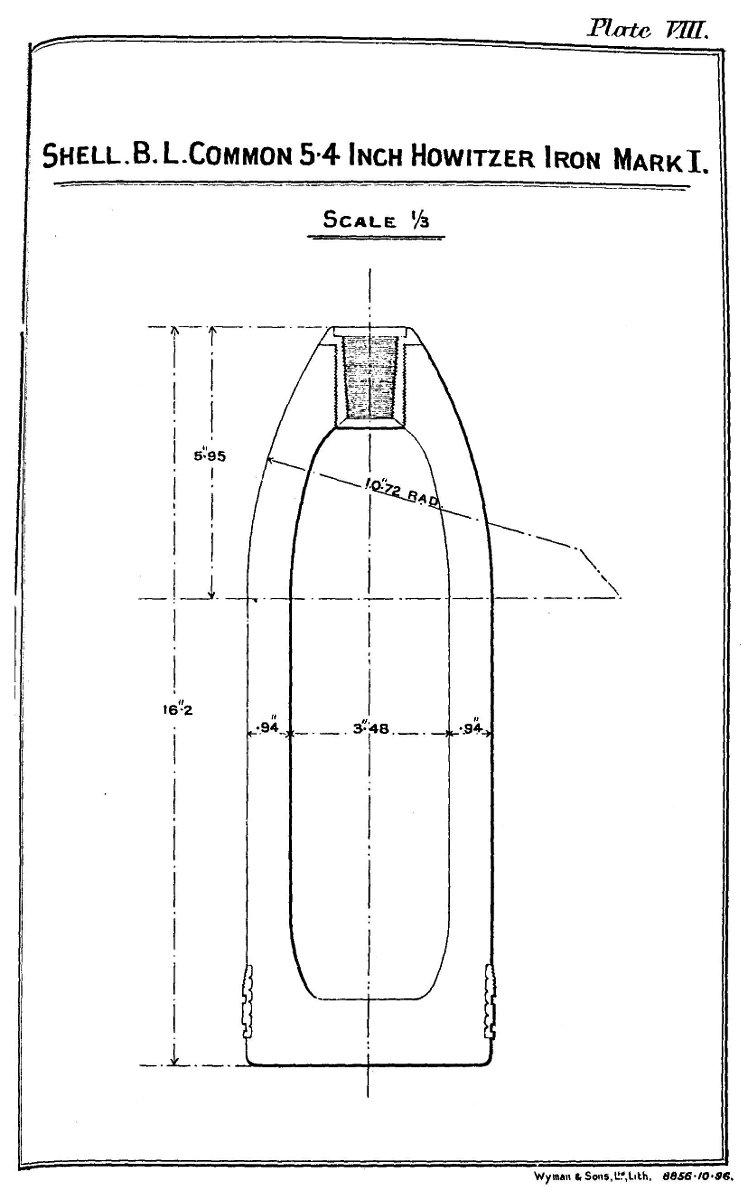
Железный снаряд Mk I
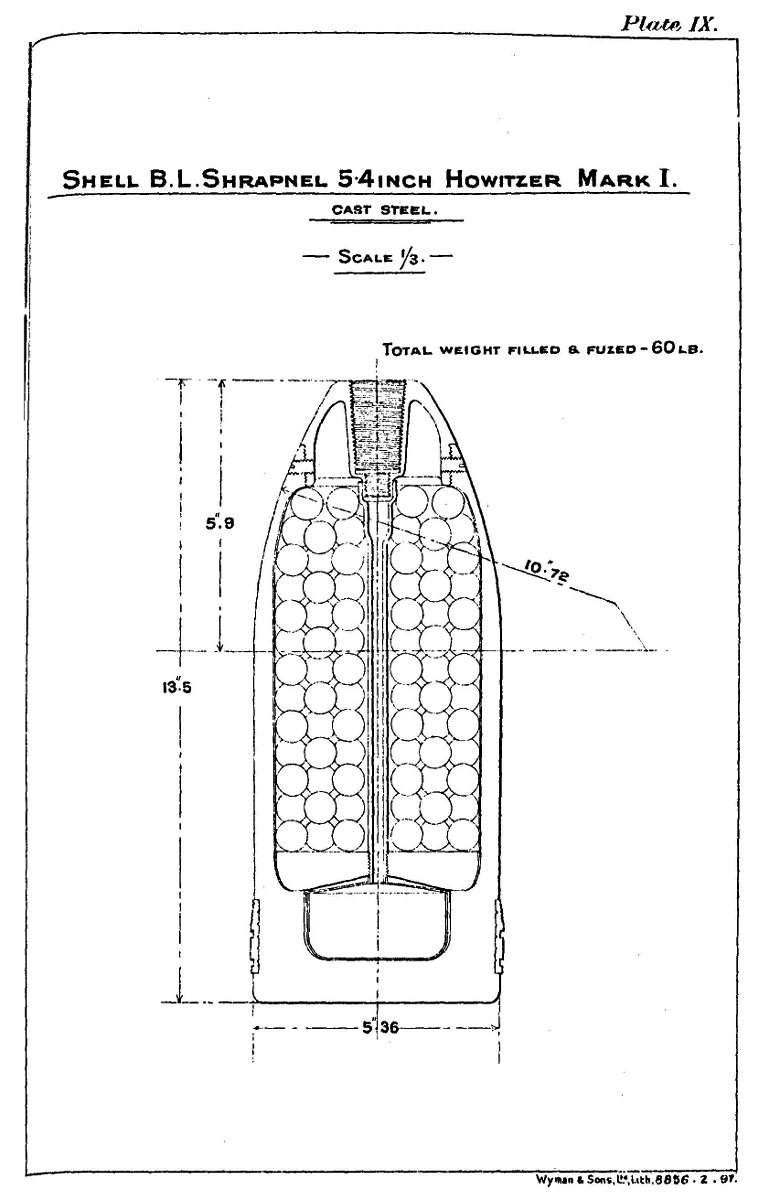
Mk I из литой стали со стальной шрапнелью
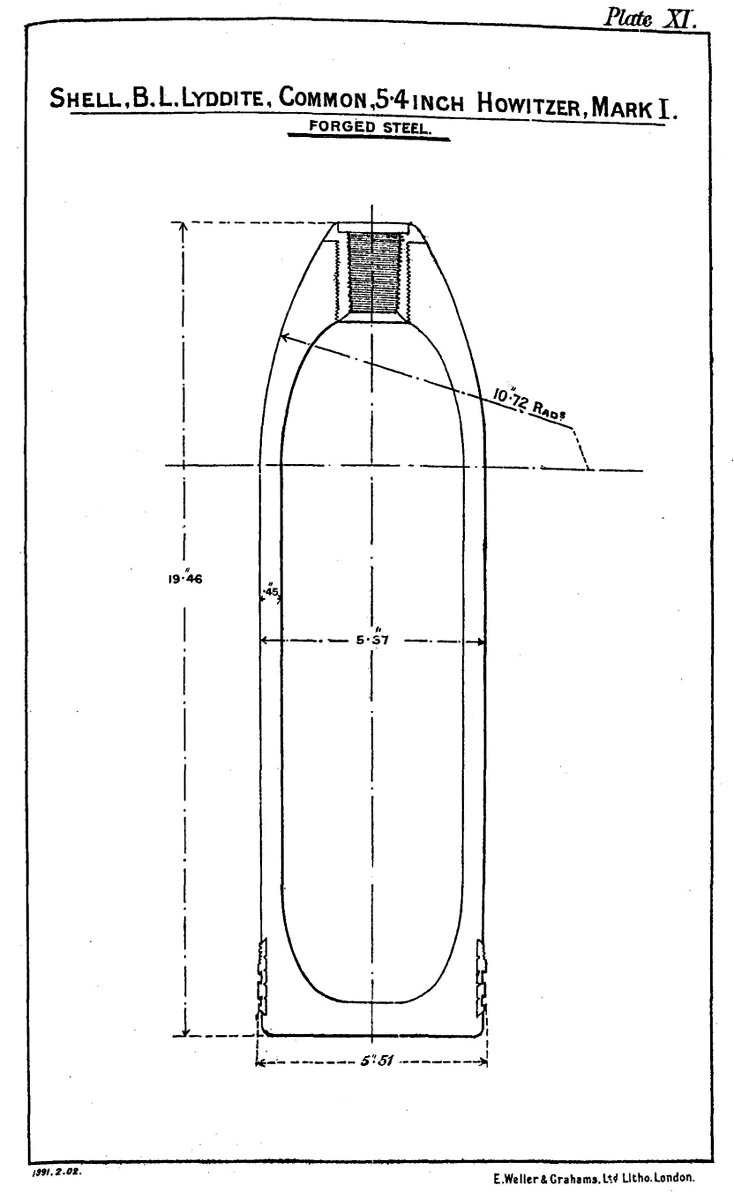
Mk I лиддитовый снаряд, кованая сталь
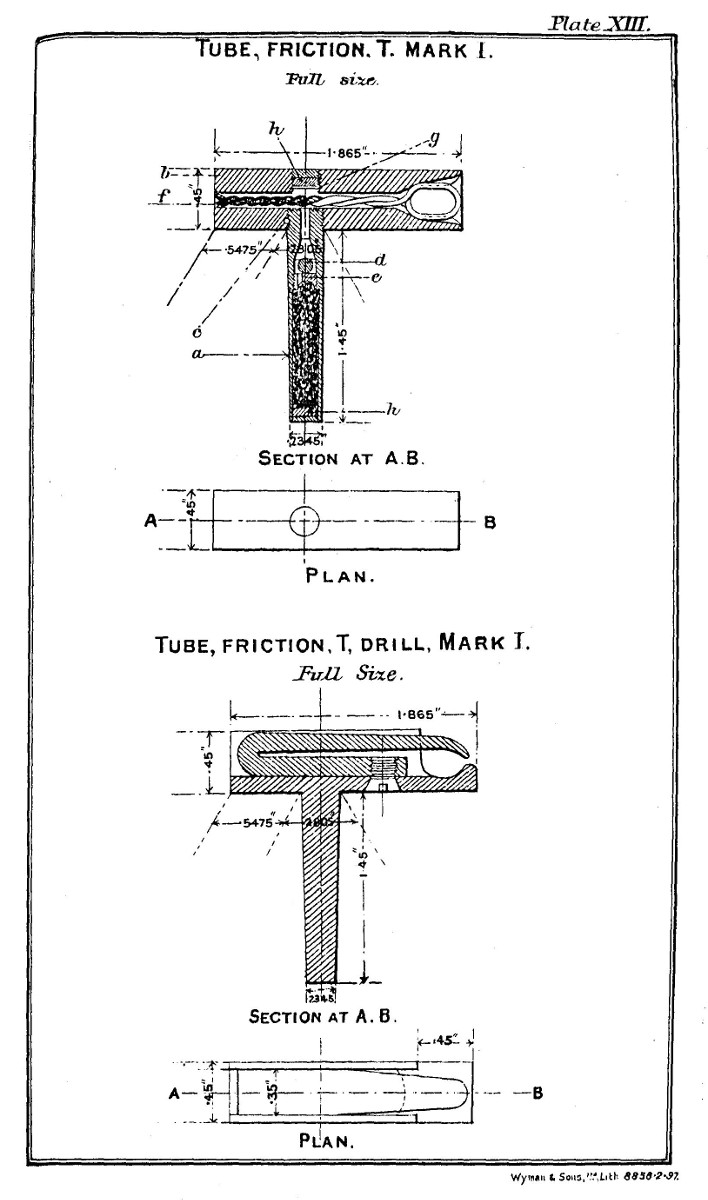
Т-образная фрикционная трубка Mk I